# Ignace Bourget
Pour les articles homonymes, voir Bourget.
Ignace Bourget, né à Saint-Joseph-de-la-Pointe-Lévy (aujourd'hui la ville de Lévis) le 30 octobre 1799 et mort le 8 juin 1885 à Montréal, est un ecclésiastique québécois.
Devenu évêque de Montréal en 1840, il démissionne en 1876. Durant son long épiscopat, il donne à l'Église de Montréal et à l'Église québécoise en général une armature et un élan qui lui survivront longtemps et feront de l'Église catholique, pendant cent ans, l' «institution dominante du peuple dominé» qu'étaient alors les Canadiens français. L'évêque fait aussi la promotion active d'une pratique catholique très publique, démonstrative, faite de processions, de dévotions et de participation à des associations pieuses ou sociales de toutes sortes. Par là, il donne à la culture des Canadiens français une couleur festive et communautaire qui distingue manifestement ceux-ci des Anglo-protestants canadiens, et fortifie leur sentiment de leur appartenance à une nation différente. Par sa détermination à assurer la présence de l'Église catholique dans l'éducation, la santé, les services sociaux et l'aménagement du territoire à une époque où l'État du Canada-Uni se désintéresse tout à fait de ces questions, il a contribué à faire en sorte qu'au moment de la Confédération, en 1867, la juridiction sur ces matières relève des États provinciaux, notamment le Québec. Son influence profonde et durable à la fois sur la conformation de l'Église catholique et celle de l'État québécois[pas clair] font d'Ignace Bourget un des personnages les plus importants de l'histoire du Québec.

## Biographie

### Enfance

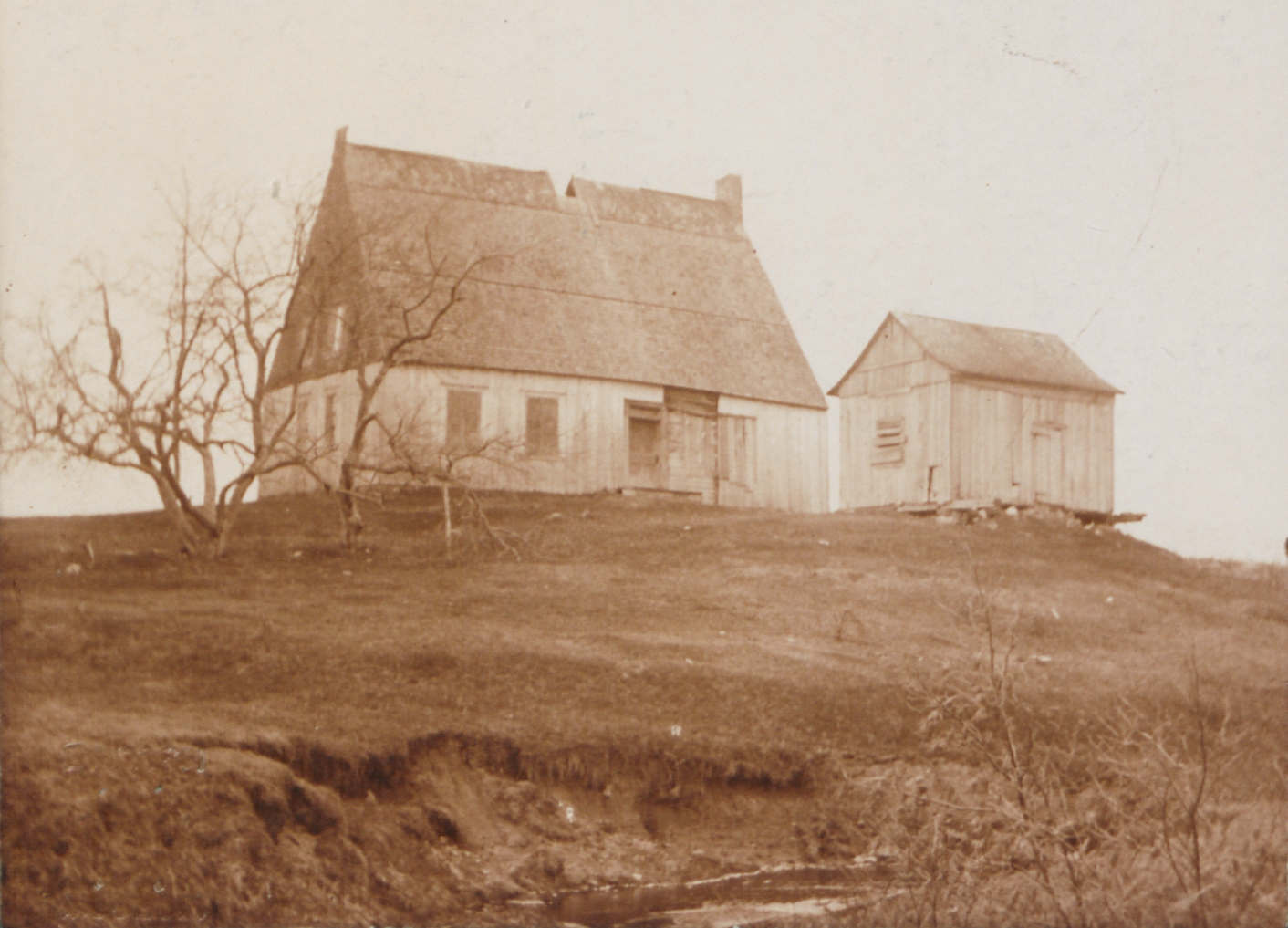
Maison natale de Bourget, telle qu'elle était en 1910

Ignace naît le 30 octobre 1799 à St-Joseph-de-la-Pointe-Lévy, dans une maison sise sur une terre située entre l'actuelle route Monseigneur-Bourget et le chemin Sainte-Hélène. Un calvaire indique l'emplacement de cette maison aujourd'hui détruite,. (46° 47′ 34″ N, 71° 07′ 30″ O).
Selon le Dictionnaire biographique du Canada (DBC), l’ancêtre, Claude Bourget, originaire de la région beauceronne de Chartres, en France, avait épousé à Québec, le 28 juin 1683, Marie, fille de Guillaume Couture, ancien donné des jésuites et compagnon de captivité du père Isaac Jogues. Ignace est donc issu de deux parmi les plus anciennes familles de la Nouvelle-France.
Il est le onzième enfant d'une famille qui allait en compter treize. Son père, Pierre Bourget, était cultivateur. Sa mère, Thérèse Paradis, allait vendre les produits de la ferme au marché de Québec. Contrairement à d’autres personnages de son temps, comme Louis-Joseph Papineau ou Élzéar-Alexandre Taschereau, entre autres, Bourget n’est pas issu de l’élite seigneuriale, intellectuelle ni professionnelle. Au contraire de ces derniers, il ne pourra donc jamais compter sur des réseaux familiaux et de classe tissés serrés. Et c’est certainement ce qui explique qu’il n’aura pas avec les pouvoirs l’attitude familière, faite d’assurance et de complaisance, qui est si typique des élites. C’est d’abord aux classes populaires, qu’elles soient rurales ou urbaines, que sa solidarité le liera toujours.
Ignace a une constitution chétive et déjà sujette à la maladie, qui sera son lot toute sa vie. Durant son enfance, il fréquente une école dans la paroisse de Beaumont, voisine de Lévis. Il s'agit certainement d'une école d'une seule classe et d'un seul maître. De telles écoles n'existent d'ailleurs pas dans toutes les paroisses à l'époque, et encore rares sont les parents de milieu rural à y envoyer leurs garçons apprendre à lire et à écrire.
On ne sait presque rien d'autre de l'enfance d'Ignace, sinon que son frère aîné Pierre (1786-1833) fut prêtre lui aussi. Ce fait est à souligner si l'on considère qu'entre la Conquête de 1760 et les années 1830 au moins, les vocations à la prêtrise furent très rares au Canada. Il faut en conclure que les parents d'Ignace étaient particulièrement pieux. Ordonné en 1814, Pierre Bourget fut curé de Sorel, Châteauguay, Île-Verte et L’Islet entre 1816 et 1833.

### "Les années de préparation"[9](1811-1840)

#### Études et ordination sacerdotale
En 1811, Ignace entre à son tour, après Pierre, au séminaire de Québec.Selon tous ses biographes, c'est un élève sérieux, mais pas le plus brillant. Très tôt, selon le DBC, il est admis dans la congrégation de la Sainte-Vierge, à qui il voue déjà une grande dévotion, qu'il gardera jusqu'à sa mort. Il y fait ses études classiques puis deux ans de grand séminaire. Comme le rappelle Adrien Leblond de Brumath, à l'époque, à cause du manque de ressources et du petit nombre des prêtres actifs en paroisse, on ne peut étudier très longtemps ni de manière très approfondie les sciences ecclésiastiques. La formation est axée presque seulement sur la morale et sur la pastorale, car toutes deux sont indispensables à la pratique du ministère.
À l'été de 1818, Bourget est tonsuré dans la cathédrale de Québec, puis aussitôt envoyé au séminaire de Nicolet pour y enseigner. Comme tous les autres jeunes ecclésiastiques de son temps, il est contraint de continuer ses études de théologie par lui-même, en soirée, tout en enseignant le latin, le jour, aux élèves de douze et treize ans inscrits dans les premières classes du petit séminaire. Après trois ans de ce régime, l'évêque de Québec, Joseph-Octave Plessis, lui confère les ordres mineurs en janvier 1821, puis le sous-diaconat le 20 mai. Nommé secrétaire de Jean-Jacques Lartigue dès le lendemain, il se rend aussitôt auprès de celui-ci, qui vient tout juste d'être nommé évêque auxiliaire de Plessis à Montréal. À noter que secrétaire de l'évêque est alors un poste important, confié habituellement à un ecclésiastique prometteur pour lui permettre de se familiariser avec l'administration d'un diocèse. C'est à Montréal que le jeune Bourget est ordonné prêtre, le 30 novembre 1822. De tous ceux ordonnés entre 1800 et 1830, décennies durant lesquelles une grave pénurie de prêtres se fait sentir, Bourget et Charles-Félix Cazeau, à Québec, seront les seuls à n'occuper que des fonctions administratives durant toute leur vie.

#### Secrétaire puis vicaire général de Jean-Jacques Lartigue
Bourget reste seize ans secrétaire de Lartigue, de 1821 à 1836. Comme secrétaire, il est chargé de rédiger la correspondance de l'évêque, sous sa dictée ou au moins selon ses lignes directrices. Or, Lartigue est en contact avec une foule d’acteurs :  l’évêque de Québec ; les prêtres du district ; les sulpiciens, qui sont les seigneurs de Montréal et aussi les curés de la paroisse Notre-Dame, alors la seule de la ville. Lartigue est aussi en contact avec les notables ; et avec les autorités politiques. Bourget acquiert donc dans ce poste une formation de premier plan.
Mais les tâches du jeune clerc sont bien plus nombreuses que le laisse supposer ce titre de secrétaire. Par exemple, dans les premières années, il supervise la construction de l'église Saint-Jacques et celle de l'évêché, sis tous deux à l'angle des rues Saint-Denis et Sainte-Catherine, dans le quartier Saint-Jacques, qu'habite alors la notabilité canadienne-française. Il est entre autres responsable d'organiser des collectes de fonds pour mener à bien ce double projet. Puis, lorsque l'église est ouverte en 1825, il en devient le premier chapelain, c'est-à-dire qu'il doit organiser le culte et répartir les tâches entre les desservants. Vers la fin de la décennie, Bourget enseigne aux séminaristes qui étudient à l'école de théologie implantée par Lartigue à l'évêché: c'est l'occasion pour lui de parfaire ses études théologiques. Parallèlement, il surveille les comptes de la mission de la Rivière-Rouge, dans le futur Manitoba, qui relève alors de la responsabilité de Lartigue comme auxiliaire de l'archevêque de Québec. Dans les années 1830, Bourget est exposé encore à d'autres tâches, telles que celles requises pour obtenir des lettres patentes pour le nouveau collège classique de Saint-Hyacinthe.
Tout cela se fait dans un contexte de plus en plus difficile. D'une part, le pouvoir protestant pèse de tout son poids pour bloquer le développement de l'Église catholique dans l'Amérique du Nord britannique. Depuis la Conquête, alors que les vocations au pays sont rares, Londres et le gouverneur refusent à l’Église de recruter des prêtres à l’étranger et de se doter des structures administratives qu’il lui faudrait pour être plus présente à la population de l’immense territoire du diocèse de Québec. Le pouvoir protestant s’oppose entre autres vigoureusement à la création d’un diocèse à Montréal. De plus, comme l’Église catholique ne jouit d’aucune reconnaissance civile, le gouvernement peut à tout moment lui confisquer ses biens. C’est d’ailleurs ce qu’il a fait avec ceux des jésuites, et qu’il menace constamment de faire avec ceux des sulpiciens. L’Église est donc une institution fragile, à peine tolérée, et qui doit montrer patte blanche devant le pouvoir. Cela déplaît profondément à Lartigue mais surtout à Bourget, qui, pour l’instant, observe tout cela en silence.
Les sulpiciens non plus ne veulent pas de la création d'un diocèse à Montréal. Seigneurs de l'île depuis 1663 et curés de la seule paroisse de la ville, ils tiennent aux privilèges qu'une Rome pragmatique leur a consentis à l'époque de la Nouvelle-France, quand les communications avec Québec étaient très difficiles : ils avaient alors obtenu une certaine indépendance dans leur gestion ecclésiastique. Mais maintenant, en ce début de XIXe siècle, ils ne veulent pas y renoncer. En fait, ces Français à l'esprit encore très colonial désirent si peu se soumettre à l'autorité de Lartigue, un Canadien, qu'ils sont prêts à quitter Montréal et à céder au gouvernement colonial anglo-protestant tous leurs biens, considérables, en échange d'une rente. L'affaire, qui scandalise la population et se rend jusqu'à Rome, prend des années à se régler dans un sens favorable aux intérêts des fidèles, à qui les sulpiciens doivent une grande part de leurs avoirs et qui finissent par rester. Mais tout cela retarde la création du diocèse, et ce n'est qu'en 1836 que Lartigue passera du statut d'évêque à Montréal à celui d'évêque de Montréal.
Par ailleurs, la grande famine des années 1830 pousse les Irlandais à l’exil : plus de 51 000 d’entre eux arrivent au Bas-Canada dans la seule année 1832, soit l’équivalent de 10% de toute la population canadienne-française de la colonie. Puis, pour chacune des années après 1832, entre 12 000 et 30 000 Irlandais continuent d’arriver. Leur présence transforme Montréal en ville majoritairement anglophone. En plus, le choléra débarque avec eux, il fait des centaines de morts en 1832 puis 1834. Pour recueillir les orphelins, aider les veuves, prendre soin des malades, les femmes de la bonne société canadienne-française de Montréal, dont plusieurs sont les épouses d’hommes politiques patriotes, fondent une association dite des Dames de la Charité. Ces Dames financent une veuve, madame Émilie Tavernier Gamelin, pour ouvrir un refuge qui est à la fois un orphelinat et un asile pour les femmes âgées et pauvres.
Enfin, dernier élément mais non le moindre de ce contexte difficile, le mécontentement gronde de plus en plus parmi le peuple et la petite-bourgeoisie canadienne-française contre l'arbitraire du pouvoir colonial. Car celui-ci utilise les deux conseils (législatif et exécutif) pour bloquer les décisions de la Chambre d'Assemblée, qui est favorable aux intérêts de la population plutôt qu'à ceux des marchands coloniaux anglais et écossais. Le Parti canadien réclame de plus en plus fort la plénitude des institutions démocratiques britanniques, et notamment un conseil législatif élu et un conseil exécutif responsable devant les députés de l'Assemblée. Un mouvement patriote voit le jour, dont certains membres vont jusqu'à promouvoir l'indépendance du Bas-Canada. En face, se dresse désormais un mouvement radical anglophone armé, qui cherche à en découdre. Devant ces tensions et la perspective prochaine d'un soulèvement armé, et craignant que la défaite prévisible des Patriotes n'entraîne des conséquences terribles pour le Bas-Canada, Lartigue publie en octobre 1837 un mandement dans lequel il condamne l'action des chefs patriotes et appelle le peuple à la loyauté envers les autorités civiles légitimes.

#### Coadjuteur de Jean-Jacques Lartigue
Entretemps, Ignace Bourget a été sacré évêque en juillet 1837. Il était déjà depuis la création du diocèse en 1836 un des cinq vicaires généraux de Lartigue. Une fois évêque, il devient alors son coadjuteur, c'est-à-dire son adjoint non plus seulement pour les tâches administratives mais désormais aussi pour les tâches pastorales, avec droit de succession.
Jusqu'à la mort de Lartigue, survenue en 1840, Ignace Bourget est d'une fidélité et d'une obéissance absolues à son supérieur. Mais son comportement et ses choix montrent qu'il ne partage pas entièrement la lecture que fait Lartigue des événements politiques. Bourget, lui, ne s'investit pas du tout sur le terrain politique mais il prend toute sa place sur le terrain religieux, ce que personne ne peut contester. Il se distingue notamment de Lartigue par une sollicitude toute particulière à l'égard des insurgés et leurs familles. Selon lui, ce ne sont pas les troupes patriotes les coupables, mais les chefs qui leur ont monté la tête, et dont il remarque que plusieurs ne sont pas ni catholiques ni Canadiens (français). Le coadjuteur visite les prisonniers et il assiste les condamnés à mort en passant leur dernière nuit en prison avec eux. En 1839, il écrit aux autorités catholiques d'Australie pour leur demander d'assurer aux 58 exilés les secours de la religion. Au début des années 1840, il multipliera les démarches, avec succès, auprès du gouverneur britannique et auprès de Londres pour le rapatriement de ces exilés.
En tant que coadjuteur, par ailleurs, Bourget s'initie au travail proprement pastoral de l'évêque. À l'été de 1838, puis à l'été de 1839, il procède pendant plusieurs semaines à la visite pastorale d'une partie du diocèse, tant dans les Cantons-de-l'Est qu'en Outaouais, pour la confirmation des jeunes, la confession des fidèles, des prédications extraordinaires, la vérification des comptes des fabriques et celle de la conformité des objets du culte. C'est aussi l'occasion de faire plus ample connaissance avec les paroissiens et leurs curés. Au moment où il deviendra évêque en titre, en avril 1840, Bourget aura ainsi visité la moitié des 79 paroisses du diocèse de Montréal. Enfin, à l'été de 1839, il organise la première retraite sacerdotale. C'est une sorte de formation continue pour les prêtres qui dure une semaine, au cours de laquelle tous prient ensemble, écoutent des conférences, échangent entre eux et renforcent leur esprit de groupe.
Jean-Jacques Lartigue meurt le 19 avril 1840. Bourget entre en fonction quatre jours plus tard, le 23 avril. Dans son premier mandement à ses diocésains, en date du 3 mai, il écrit: 

« Nous savons que le Souverain Pasteur nous impose le strict devoir de veiller sur vos âmes, comme devant en rendre un compte rigoureux; et que, s'Il en perd une seule par notre négligence, il nous faudra donner âme pour âme et vie pour vie. Nous connaissons que Nous sommes redevable à tous, aux riches comme aux pauvres; que nous devons nous consumer de soins, nous immoler, nous sacrifier pour votre salut. »

Selon Léon Pouliot, principal biographe de Bourget, c'est la responsabilité personnelle qu'il se sent d'assurer le salut de chacun et de tous ses diocésains, au risque même de sa propre damnation s'il n'y parvient pas, qui explique l'engagement absolu dans sa charge du deuxième évêque de Montréal.

### L'ère des réalisations (1840-1858)
Au moment où Ignace Bourget prend possession du diocèse de Montréal, celui-ci est immense. Il comprend non seulement la région de Montréal, mais celles de la Montérégie, de l'Estrie, de Lanaudière, des Laurentides, de l'Outaouais et, au nord, il s'étend jusqu'à la baie d'Hudson. Dans les décennies ultérieures, d'autres diocèses seront découpés à même celui de Montréal. Mais, même dans ces limites rétrécies, la population catholique ne cessera de croître, grimpant de 274 000 à 359 000 âmes durant l'épiscopat de Bourget. La ville même de Montréal, notamment, ne cesse de se peupler et de s'étendre: elle passe de 40 000 habitants en 1844, majoritairement anglophones, à 170 000 habitants en 1881, majoritairement canadiens-français. La ville est déjà principalement catholique, mais de peu, dans les années 1840 ; à la mort de Bourget, elle le sera à presque 80%.
Au Canada-Uni, où tous les groupes sociaux et nationaux subissent la décision de la Grande-Bretagne d'abandonner le protectionnisme colonial au profit du libre-échange, l'État s'emploie à établir les principaux organes du gouvernement, tels que les ministères et une petite fonction publique ; à créer les municipalités ; à soutenir la construction des infrastructures de transport (canaux puis chemins de fer) ; et à mettre en place les structures de répression des délits qu'engendre l'augmentation de la misère. Mais il laisse à l'entreprise privée, celle de laïques, mais surtout celle des Églises, l'organisation de la vie sociale. Outre ce défi commun à tous, les Canadiens français doivent en surmonter un autre, qui leur est propre:  ils doivent survivre. Ils doivent survivre alors que, d'une part, l'Union a été créée avec l'objectif avoué de les faire disparaître comme nation, et que, d'autre part, s'amorce et s'accélère une émigration massive vers les États-Unis. Ignace Bourget fait une lecture aiguë de cette situation, et il entreprend d'en saisir à la fois les impératifs et les opportunités.
Dès la première année de son mandat, le nouvel évêque agit sur les quatre fronts sur lesquels il sera actif tout au long de son épiscopat : stimuler la foi et la pratique religieuse des fidèles; mieux institutionnaliser l'Église canadienne et assurer son indépendance face à l'État; organiser la société en chrétienté; et partager sa vision du monde ultramontaine contre les doctrines qui lui paraissent pernicieuses, que celles-ci s'appellent protestantisme, libéralisme, ou gallicanisme.

#### Le renouveau religieux
À cette époque de bouleversements économiques et sociaux en Occident, on observe partout un renouveau religieux, tant chez les protestants, notamment en Angleterre, que chez les catholiques des divers pays européens. Partout, les différentes Églises réussissent à attirer les jeunes, à créer autour d'elles de nouvelles solidarités et à donner du sens, pour les individus et pour les peuples, aux immenses transformations en cours.
L'ère est notamment aux grands prédicateurs. Du côté catholique, et français, un nom se distingue : Charles-Auguste de Forbin-Janson, personnage controversé, ancien évêque de Nancy, en tournée aux États-Unis à la fin des années 1830 pour y prêcher de grandes missions dans les milieux de langue française. Avant sa mort, Lartigue a eu le temps de l'inviter prêcher au Québec. Il y passe quinze mois, en 1840 et 1841. Bourget lui donne toute l'assistance qu'il lui faut, en dégageant autant que possible son clergé. Dans les villages, ces missions durent plusieurs jours, et jusqu'à quarante dans les grandes villes. Exercices avant l'aube, d'autres dans la nuit, pleins de cantiques et d'illuminations, prédication multipliant les effets et les visions de l'enfer et du paradis, événements inusités, comme ce sermon sur un radeau sur le lac de Saint-Hilaire, confessions nuit et jour des pénitents ébranlés, rien n'est ménagé pour nourrir la foi, susciter la contrition, et raviver la ferveur des foules. Celles-ci accourent d'ailleurs. On estime que la retraite prêchée par Forbin-Janson à Montréal du 13 décembre 1840 au 31 janvier 1841 toucha les deux tiers de la population catholique de la ville.
Le branle est donné, et dans les années suivantes, Bourget fera organiser périodiquement des retraites paroissiales par son clergé, d'une durée de 10 à 20 jours, pour prendre le relais des grandes missions de Forbin-Janson. Leur effet est prolongé par l'établissement de confréries de dévotion. En février 1841, il érige par exemple l'archiconfrérie du Très-Saint-Cœur de Marie dans la cathédrale Saint-Jacques. Deux mois après, celle-ci compte déjà 2200 membres dans la ville. Cette dévotion se répand aussi rapidement dans les campagnes. Plus tard, Bourget remettra en honneur ou stimulera la création de cérémonies de toutes sortes pour les Quarante-Heures (au temps pascal), la neuvaine à saint Joseph (en mars), le mois de Marie (en mai), le mois du Rosaire (en octobre), et d'autres encore. Toute l'année finira par être scandée par des événements spéciaux donnant lieu à des cérémonies grandioses.
Il faut ajouter à cela la popularité du culte des saints et des reliques. Bourget rapporte des reliques de chacun de ses voyages en Europe, il encourage aussi la dévotion à la Sainte-Famille. Le culte des saints est une des traditions qui distinguent catholiques et protestants. Bourget encourage les fidèles à prier les saints, à passer par eux pour transmettre leurs demandes à Dieu.
Dieu lui-même est d'ailleurs présenté beaucoup moins souvent qu'avant comme un père sévère prompt à punir. Bourget, adepte de la pastorale ultramontaine, insiste bien davantage sur le Dieu de miséricorde, dont on peut s'approcher parce qu'il est capable de comprendre et de pardonner la faiblesse humaine. Les curés sont invités à proposer la communion non plus comme récompense couronnant un grand combat contre soi-même, mais plutôt comme un accompagnement, une source de force et de guérison.
Bourget lui-même se veut plus large que les pasteurs rigoristes d'autrefois. Dans les débuts de son épiscopat, il fait lire par les curés du diocèse de Montréal deux circulaires sur les bals, dans lesquelles il s'adresse particulièrement aux jeunes pour leur dire que danser est permis, à condition que ce se soit lors de fêtes familiales et en présence des parents. L'évêque encourage aussi partout l'implantation de la Société de tempérance, qui est une sorte de AA du temps : les hommes s'y rencontrent et s'y encouragent, avec l'aide d'un aumônier, à boire modérément ou à ne plus boire du tout.
La population aspire à ces grands rassemblements religieux et à cette pastorale de la réconciliation. Ce sont des moyens de réconfort, pour chacun et pour tous, dans les angoisses personnelles et collectives. Elle a soif de la solidarité et de l'entraide qu'on trouve dans toutes les confréries pieuses, dans la Tempérance, et dans les associations paroissiales qui sont fondées un peu partout dans le diocèse pour les hommes mariés, les femmes mariées, les jeunes gens et les jeunes filles. Tous ces mouvements rencontrent une grande popularité, au point que des historiens comme René Hardy ont pu parler de «renouveau religieux» au milieu du XIXe siècle.
L'ultramontanisme est donc une pastorale de la réconciliation et de la solidarité. Celle-ci a permis aux Canadiens français de s'approprier pleinement l'Église après 1840 et de faire de celle-ci une institution correspondant réellement à leurs besoins religieux, sociaux et même nationaux. En effet, la pastorale ultramontaine a donné aux Canadiens français une grande visibilité comme nation catholique, une grande force de démonstration, une manière pacifique de s'imposer dans l'espace et de dire, sans confrontation mais puissamment, qu'ils étaient là, et là pour rester. En même temps, la pastorale ultramontaine a rapidement mis en échec les efforts des Églises protestantes pour convertir les Canadiens français.

#### Le renforcement de l'Église
C'était déjà dans les plans de Lartigue que d'avoir un journal religieux. Il revient toutefois à Bourget de réaliser la chose, et d'ailleurs moins d'un an après son accession au trône épiscopal. Les Mélanges religieux paraît pour la première fois à la mi-janvier 1841. Bourget aurait voulu qu'il se fasse la voix de toute l'Église catholique du Canada-Est. Toutefois, il n'obtient pas la collaboration de son confrère de Québec, Joseph Signay, qui vit dans la crainte perpétuelle de susciter la colère du pouvoir protestant. Jusqu'en 1852, quand le grand incendie de Montréal met un terme aux activités du journal, Les Mélanges religieux traite d'une foule de sujets d'actualité du point de vue de l'Église. Par exemple, il lutte contre les missionnaires protestants ; il fait la promotion de la tempérance ; il s'inquiète du mouvement déjà en marche d'émigration des Canadiens français aux États-Unis et propose la mise sur pied de sociétés de colonisation comme une des solutions pour endiguer l'exode. Ce journal joue un rôle national dans un autre domaine en rappelant et en défendant les droits des Canadiens français. Évidemment, il prône aussi les "droits" de l'Église, particulièrement dans le champ de l'éducation. En 1850 par ailleurs, pour tenter de faire pièce à l'agressivité et à l'intolérance anticatholique du journal protestant Montreal Witness, Bourget suscite la création du True Witness and Catholic Chronicle .

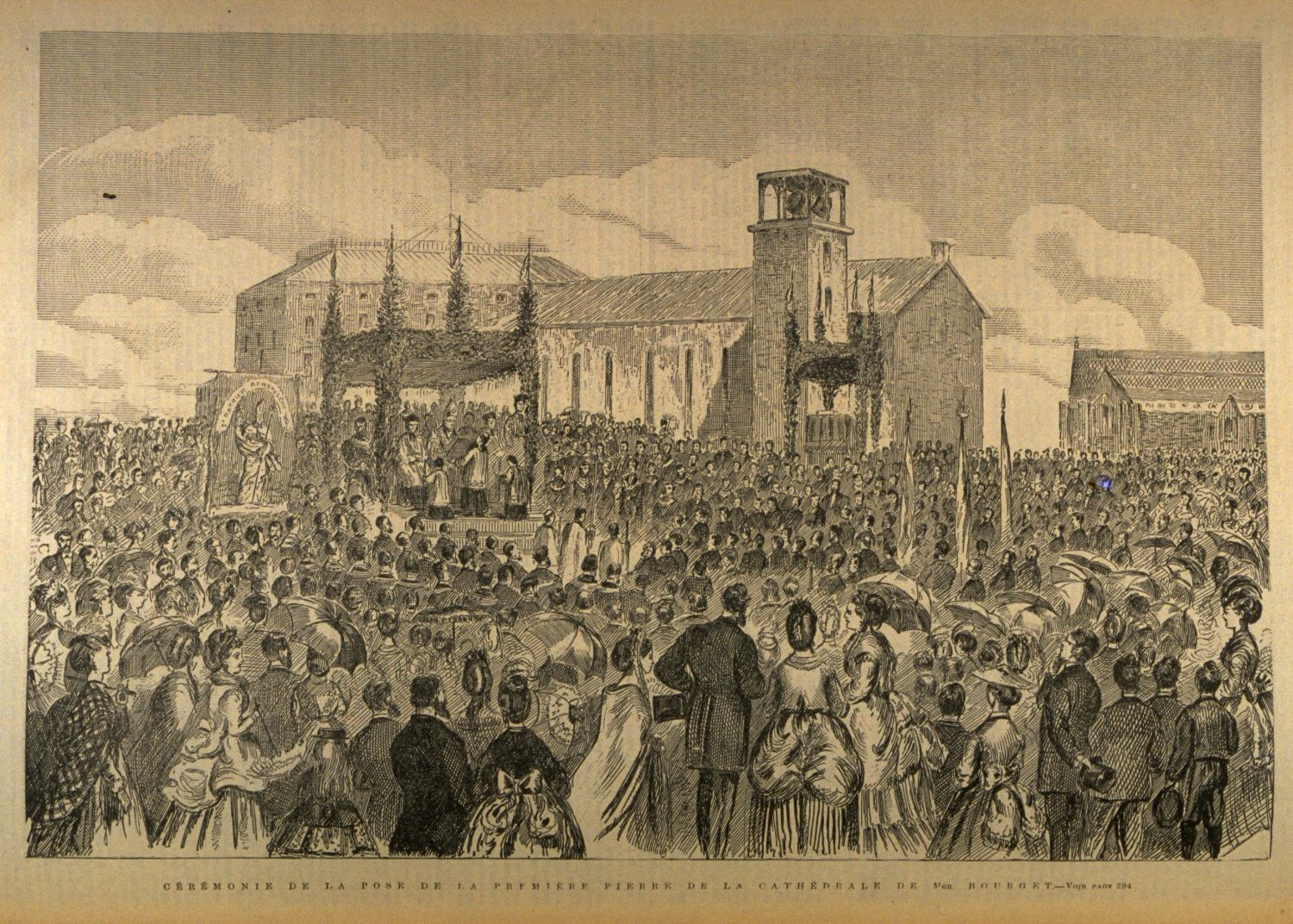
Pose de la première pierre de la cathédrale Saint-Jacques-le-Majeur en présence de Bourget. La cathédrale sera rebaptisée Marie-Reine-du-Monde par Paul-Émile Léger.

Durant les années 1840 et 1850, l'évêque effectue ses trois premiers voyages en Europe (il en fera sept au total). Alors que clercs et religieux sont encore peu nombreux dans les Canadas, il part y chercher des renforts. Il a besoin de personnel pour réaliser ses projets pour l'Église de Montréal et pour l'Église tout court. En France, sa moisson est bonne. Il obtient que les jésuites reviennent (1842). Il convainc par ailleurs les Oblats de Marie-Immaculée, (1841), les religieux de Sainte-Croix (1847), les clercs de Saint-Viateur(1847), les Dames du Sacré-Cœur (1842) et les religieuses du Bon-Pasteur (1844) de passer l'océan. En Irlande, il recrute quelques prêtres anglophones. À Montréal même, il persuade, assez souvent sous pression, Émilie Gamelin-Tavernier, Marie-Rose Durocher, Rosalie Cadron-Jetté et Esther Blondin  de fonder de nouvelles congrégations: sœurs de la Providence (1843), sœurs des Saints Noms de Jésus et de Marie (1844), sœurs de Miséricorde (1846), sœurs de Sainte-Anne (1850). Les vocations commencent à devenir de plus en plus nombreuses. De nombreux bienfaiteurs, dont les Berthelet, frère et sœur, dotent les congrégations montréalaises de terrains et d'immeubles pour les aider à s'installer.
Bourget souhaite aussi que les évêques puissent se concerter plus régulièrement et qu'ils parlent d'une seule voix. L'unité de l'Église lui apparaît et lui apparaîtra toujours essentielle. Malgré la pusillanimité de Joseph Signay, Bourget fonce. En 1844, il obtient que Rome crée la province ecclésiastique de Québec. Voilà Signay archevêque malgré lui. Les évêques du Canada-Uni se réuniront six fois en conciles provinciaux du vivant de Bourget. Ils mettront au point un catéchisme commun (sauf pour les Irlandais), décideront de la fondation de l'Université Laval (1852), demanderont à Rome la création de nouveaux diocèses et accentueront la romanisation de l'Église d'ici, dont le plus grand signe est la nouvelle cathédrale de Montréal, Saint-Jacques-le-Majeur (aujourd'hui Marie Reine du monde), bâtie sur les plans réduits de Saint-Pierre de Rome. À titre de doyen des évêques, il représente d'ailleurs la province ecclésiastique à Rome lors des cérémonies soulignant la proclamation du dogme de l'Immaculée Conception en décembre 1854.
Cependant, très tôt, les évêques anglophones voudront se soustraire à l’autorité de l’archevêque de Québec. À partir de 1860, le nouvel évêque de Toronto, John Joseph Lynch travaillera d’arrache-pied à circonscrire l’influence des évêques canadiens-français au pays, pour contenir celle-ci dans les frontières du Québec tout au plus. En 1870, il obtiendra de Rome l’élévation de Toronto en province ecclésiastique pour regrouper les évêques de langue anglaise, pourtant souvent pasteurs de diocèses, dans l’est et le nord de l’Ontario, où les catholiques sont encore très majoritairement des Canadiens français. Après le refus, au début du XIXe siècle, des évêques anglophones des Maritimes et du Haut-Canada de relever de Plessis, ce qui avait entraîné la création des premiers diocèses depuis celui de Québec en 1674, la création de cette deuxième province ecclésiastique manifestera à nouveau le refus de l'épiscopat canadien-anglais de relever d'un confrère canadien-français.

#### L'organisation d'une chrétienté
On a beaucoup dit qu'après 1840, l'Église catholique a récolté les fruits de la loyauté manifestée à la Couronne au temps des Rébellions. Si elle  peut finalement se développer, après avoir été si entravée, ce serait qu'elle aurait payé sa liberté par sa loyauté au pouvoir colonial. Cette explication est très insuffisante. L'État libéral qui se construit après l'Union ne s'intéresse tout simplement pas aux services à donner aux individus. Il laisse l'organisation de l'éducation, de la santé et de la solidarité sociale presque entièrement à l'initiative privée, laïque ou religieuse, catholique et protestante. En 1851 et 1854, d'ailleurs, le gouvernement du Canada-Uni adopte des lois désétablissant tous les cultes. L'Église anglicane n'est plus la seule à être reconnue officiellement et à bénéficier des largesses et de la protection de l'État. En régime libéral, chaque Église peut s'organiser comme elle l'entend et toutes les confessions sont égales devant la loi. C'est de là que l'Église catholique tire sa nouvelle latitude, dont Bourget a bien l'intention d'user.

#### Aide aux plus démunis
Les missions auprès des Autochtones sont relancées. Le ministère des chantiers est créé pour les bûcherons qui passent l'hiver en forêt. Pour tenter de contrer l'exode vers les États-Unis, qui commence en ces années, des régions sont ouvertes à la colonisation dans les Cantons-de-l'Est et dans les Laurentides, et des sociétés de colonisation, basées en ville, sont créées pour soutenir le mouvement et aider les colons à s'installer,. Tout cela n'est pas né dans la seule tête de Bourget, mais il donne à ces mouvements un élan décisif et une organisation efficace. En revanche, elle est bien de lui l'idée de fonder une banque d'épargne, une mutuelle destinée à faire fructifier les dépôts les plus modestes, méprisés par les banques d'affaires toutes anglophones : en 1846, la Banque d'épargne de la Cité et du district de Montréal voit le jour,.
Dans la ville même de Montréal, la misère est immense. Durant son épiscopat, l'évêque voit naître une nouvelle classe pauvre de Canadiens français et d'Irlandais immigrés, les uns comme les autres dépourvus de tout en cette ère de révolution industrielle. Cette population doit affronter six épidémies de typhus, de choléra et de variole entre 1832 et 1885, chacune tuant des milliers de personnes. Il ne faut pas oublier non plus le grand incendie de Montréal, en 1852, qui détruit des quartiers entiers et jette à la rue 10 000 personnes. Or, la bourgeoisie anglophone fait fortune sur le dos de tous les ouvriers, mais elle réserve sa philanthropie aux anglo-protestants pauvres. Du côté catholique, l'Église est la seule institution en mesure de se charger des besoins sociaux, avec l'appui d'une population elle-même pauvre mais qui lui donne ses aumônes et davantage de recrues désormais.
C'est dans ce contexte que Bourget encourage la mise sur pied d'une première conférence de Saint-Vincent-de-Paul en 1848 pour visiter les pauvres à domicile et leur distribuer des vivres et du combustible ; qu'il fait ouvrir un bureau de placement pour aider les chômeurs à trouver un emploi ; qu'il appelle les fidèles à soutenir, un sou à la fois, les religieuses qui ouvrent des établissements pour héberger les orphelins, les vieillards, les mères célibataires ou encore les personnes ayant des maladies mentales ; et qu'il demande aux Hospitalières de l'Hôtel-Dieu de s'occuper des malades  irlandais catholiques, victimes de discrimination au Montreal General Hospital . C’est d’ailleurs le moment de dire que l’expansion de l'Église, à l’époque, ne s’explique pas seulement par la place que lui laisse l’État libéral, mais aussi par l’engagement personnel de milliers de croyantes et de croyants scandalisés par l’étendue d’une misère qu’ils désirent soulager. L’Église catholique accueille ces jeunes dans des associations laïques et plus encore dans la vie consacrée, et elle sait donner un sens à leur vie d’oblation.
Quant à l'éducation, le projet de Lord Durham de créer au Canada-Uni un seul système scolaire public, entièrement anglophone, meurt dans l'œuf grâce au refus unanime de l'Église et des députés canadiens-français d'y souscrire. Dès 1842, le Canada-Est a son propre surintendant de l'éducation et son propre système scolaire. Toutefois, la riche minorité anglo-protestante réussit à s’y bâtir aussitôt un système scolaire complètement séparé, dont elle fera garantir l’existence par un article de la constitution de 1867 : la confessionnalisation de l’éducation au Québec est d’abord et avant tout l’œuvre de ce groupe ethno-confessionnel, même si bien sûr les catholiques ne s’y opposent pas. Chez les catholiques, dont la plupart sont pauvres, l'éducation s'appuie dès le début sur les religieuses, qui dispensent l'enseignement public en ville et dans les gros villages et sont payées encore moins cher que les institutrices laïques des écoles de rangs. L'enseignement secondaire, lui, est entièrement privé et confessionnel. À noter que, durant tout son épiscopat, Bourget n'a contribué à la fondation que d'un seul collège de type classique, le collège Sainte-Marie, en 1848; il était plus favorable au développement des collèges techniques, mais les congrégations religieuses masculines n'ont pas eu, à l'époque, les moyens de soutenir la fondation de beaucoup de tels établissements, plus chers à équiper. Par ailleurs, devant l'afflux des vocations sacerdotales et pour encourager ce mouvement, il soutient en 1857 le projet des sulpiciens de déménager le grand séminaire dans un nouveau bâtiment, imposant.

### Les grands combats (1848-1876)

#### La lutte contre lesRouges
L’ultramontanisme, ce n'est pas seulement une pastorale du rapprochement de Dieu et de la solidarité sociale. C'est aussi une doctrine. Les ultramontains, entre autres, sont farouchement opposés au libéralisme politique.
En 1844 est fondé à Montréal l’Institut canadien, à la fois lieu de conférences, bibliothèque et salle de journaux ; en 1847, naît le journal L’Avenir ; et en 1848, Papineau revient d’exil. Son neveu, Louis-Antoine Dessaulles, est à la tête du mouvement rouge. Sur le plan politique, le mouvement est républicain et radical.
Mais les Rouges sont aussi des anticléricaux. Ils ridiculisent les croyances de l’Église, Ils veulent abolir ses sources de revenus, à savoir la dîme et les redevances seigneuriales. Ils s’en prennent à son allié politique, qui est le parti réformiste de Louis-Hippolyte La Fontaine. Dans leur désir de vivre en république, ils deviennent en 1849 les alliés objectifs d'une partie de la bourgeoisie anglophone de Montréal désireuse de voir la colonie s'annexer aux États-Unis. Et tant pis, le cas échéant, pour la disparition à terme du Canada français en tant que nation. En tant qu'anticléricaux par ailleurs, ils sont proches des Clear Greats du Canada-Ouest, qui ne cessent pourtant de déverser sur les Canadiens français ce qu'il faut bien admettre comme un véritable racisme et une haine du catholicisme.
C’est donc le début d’une lutte à finir entre les Rouges et l’Église. Celle-ci mobilise les journaux ultramontains (diocésains ou laïques), les sulpiciens, les jésuites ainsi que Bourget.
Celui-ci se concentre sur la bibliothèque de l’Institut, qui donne à lire quelques livres à l’index et des journaux protestants qui aiment la polémique religieuse. Entre 1855 et 1859, Bourget harcèle littéralement l’Institut canadien pour que sa bibliothèque soit expurgée de ces publications. L’Institut résiste. Il en appelle à Rome, qui cherche à temporiser. Bourget va jusqu’à lancer une condamnation contre ses membres, si bien que 200 d’entre eux, sur 700, démissionnent.
En novembre 1869, Joseph Guibord meurt. C’était jusque-là un typographe sans histoire. Mais il a refusé de quitter l’Institut canadien. Bourget lui refuse donc une sépulture dans la partie catholique du cimetière de la Côte-des-Neiges. Sa veuve va en procès, puis en appel. L’affaire dure cinq ans. Finalement, en 1874, le Conseil privé de Londres ordonne l’enterrement dans le cimetière catholique. Officiellement, Bourget a perdu. Mais pour avoir le dernier mot, il a désacralisé la parcelle avant la mise en terre. Néanmoins, après trente ans de polémique, les Rouges sont abattus et ne se relèveront plus.
Pourquoi l'évêque s’est-il entêté à ce point ? Entre autres à cause du mouvement italien de Risorgimento, qui, depuis les années 1850, a pour objectif l’unification de l'Italie. Le problème, c’est que pour cela, il faut conquérir les États pontificaux et Rome elle-même. Cela, pour l’Église universelle et pour Bourget, c’est l’horreur. Le royaume d’Italie est proclamé en 1861. L’unification s’achève en 1870 par l’annexion de Rome. Voilà le contexte que connaît Bourget. Il lit le libéralisme et l'anticléricalisme des Rouges à la lumière du mouvement italien, anticlérical lui aussi. Au moment même de l’affaire Guibord, il est en train de mobiliser 500 zouaves canadiens-français pour voler au secours du pape. D'où son acharnement.

#### Le démembrement de la paroisse Notre-Dame
Un autre long combat de Bourget, cette fois contre les sulpiciens, est celui du démembrement de la paroisse Notre-Dame.
Même si Montréal ne cesse d’augmenter et de s’étendre, les sulpiciens ne veulent pas du projet de Bourget de créer des paroisses dans les faubourgs. Car du coup, dans le territoire contracté de Notre-Dame, ne résiderait plus qu’une population déclinante, poussée hors de la paroisse par la multiplication des hôtels, des boutiques, et des entrepôts. Tout ce à quoi ils consentent, c’est à ouvrir des succursales. Cette solution ne suffit évidemment pas à assurer aux fidèles des services religieux de proximité ; en plus, elle ne correspond pas du tout au droit canon. Bourget veut changer cela.
L'affaire traîne une vingtaine d'années et se rend à Rome plusieurs fois. En 1864, de nouveau comme dans les années 1820, les sulpiciens menacent de quitter la ville avec tout leur clergé si les choses bougent dans le sens contraire à leurs volontés. Mais Rome refuse ce chantage, oblige les sulpiciens à rester et autorise le démembrement en 1865. Seule concession : que toutes les nouvelles paroisses leur soient d’abord offertes. S’ils refusent, Bourget pourra en choisir le curé.
Or, une paroisse, c’est une double réalité. Selon le droit canon, il s’agit d’une subdivision territoriale d’un diocèse pourvue d’une église et d’un curé qui y offre une vie religieuse complète, et met sur pied des associations pieuses ou charitables. Mais selon le droit civil du Québec, c’est seulement si une telle organisation obtient la reconnaissance de l’État qu’elle devient une corporation avec tous les droits afférents, notamment ceux d’acquérir et de posséder des biens, et d’emprunter de l’argent. Et justement, les sulpiciens, qui sont un groupe riche et puissant, réussissent jusqu'en 1874 à faire bloquer l'adoption de la loi accordant la reconnaissance civile aux nouvelles paroisses canoniques montréalaises. Du coup, le diocèse est obligé de garantir toutes leurs dettes, ce qui va bientôt le conduire au bord de la faillite.
Cette victoire de l’Église de proximité voulue par Bourget a néanmoins un coût qu’il n’a pas pu prévoir et qui ne dépend pas de lui. C’est que dans la foulée du démembrement de Notre-Dame, Montréal est devenu le lieu d’une innovation catholique mondiale, la paroisse ethnique. Les Irlandais, qui bénéficiaient de la chapelle sulpicienne St. Patrick, ont refusé de former paroisse commune bilingue avec les Canadiens français du même territoire. Ils ont eu pour les défendre nul autre qu'un père de la Confédération, Thomas D’Arcy McGee, qui, depuis les États-Unis, n’est arrivé au Canada qu’en 1864. Celui-ci va plaider la cause à Rome, disposée d’avance en faveur des Irlandais parce que, avant d’être désillusionnée sur ce point, c’est encore sur eux qu’elle compte pour convertir au catholicisme l’ensemble de l’Amérique du Nord. En 1872, Bourget reçoit l’ordre de superposer deux paroisses sur le même territoire, l’une irlandaise et l’autre commune aux autres catholiques : c'était la naissance d'une sorte d'apartheid paroissial voulu par les anglo-catholiques. Plus tard, Montréal deviendra la ville catholique du monde comptant le plus de paroisses ethniques au lieu de paroisses communes. Les immigrants catholiques évolueront donc dans des structures religieuses à part de celles des Canadiens français, ce qui aura pour effet de faciliter leur anglicisation.

#### La querelle de l'Université Laval[69]
Pour comprendre cette question, il faut savoir qu’à l’époque du Canada-Uni et dans les premières décennies de la Confédération, l’État ne s’occupe pas de l’enseignement supérieur. Tout ce qu’il fixe, ce sont les conditions pour obtenir les titres professionnels. Les initiatives en enseignement supérieur sont toutes privées : philanthropiques du côté anglo-protestant, et ecclésiastique du côté catholique.
L’idée de fonder une université catholique au Canada-Uni revient à Bourget. Il souhaite que cet établissement soit situé à Québec parce que c’est là qu’est le siège de la province ecclésiastique, et que la présence d’une université est propre à en rehausser le prestige. Il aurait voulu une université qui relève de la province (ecclésiastique) et donc de tous les évêques, mais finalement Rome cède aux instances du Séminaire de Québec, qui fournit l’essentiel des fonds, et donne à l’Université Laval une charte diocésaine. L’établissement ouvre ses portes en 1852.
Dans un souci qui l’honore de se fixer de hauts standards, et à l’instar de ce qui se fait en Europe, la nouvelle université crée des programmes longs, notamment en médecine et en droit. Mais dans le contexte du Québec, cela cause immédiatement un problème.

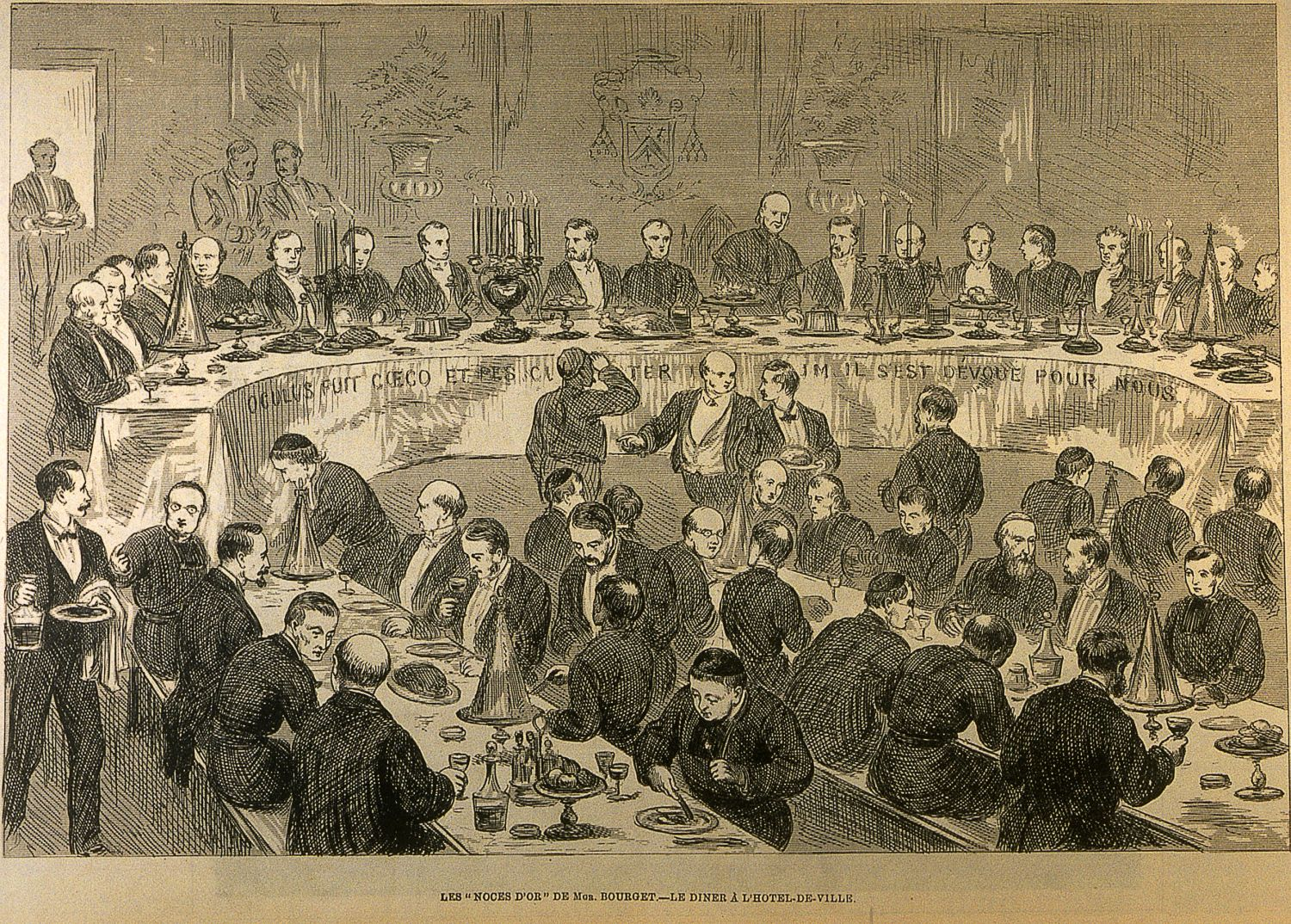
Dîner à l'hôtel-de-ville de Montréal pour les noces d'or sacerdotales de Bourget, 1872.

En effet, ces programmes vont bien au-delà des exigences qu’impose l’État pour reconnaître les titres de médecin et d’avocat.  L’université McGill, de son côté, se contente d’offrir les formations courtes suffisantes pour obtenir le titre professionnel.  C’est aussi ce que font, en français, l’École de droit et l’École de médecine de Montréal : leurs programmes conduisent aux titres, mais pas au grade puisque ce ne sont pas des universités. Ceux des jeunes Montréalais canadiens-français et catholiques qui convoitent le grade étudient donc à McGill. Bourget voudrait que Laval reconnaisse la formation courte qui correspond aux exigences de la loi, de manière à réorienter ces étudiants vers les deux écoles professionnelles. Mais pour Laval, il n’en est pas question. Si bien que Bourget, vers le milieu des années 1860, commence à penser à la création d'une université dans son propre diocèse.
Coupons court aux détails de cette interminable affaire, empoisonnée encore par des oppositions idéologiques et politiques entre clercs. L'un d'eux, toutefois, est important. Victime de la concurrence inégale de McGill, l’École de droit de Montréal meurt dans les années 1860. C’est l’Institut canadien qui se charge alors d’offrir une formation professionnelle en droit ; et pour couronner le tout, il obtient d’une université protestante anglophone d’Ontario qu’elle décerne un grade à ses diplômés. On imagine sans peine l’émoi de Bourget ! Puis un mouvement s’organise quand il devient évident que l’Institut canadien ne pourra soutenir bien longtemps un tel effort : en 1872, 82 avocats réclament la fondation d’une université catholique à Montréal.
Pourtant, en 1876, Rome finit par pencher entièrement du côté de l'archevêque de Québec, Louis-Elzéar Taschereau, et du Séminaire de Québec, qui ont cultivé abondamment les liens avec la curie. Le Vatican se rend à leurs craintes que l'Université Laval pâtisse de la concurrence d'une éventuelle université montréalaise. La métropole n'aura droit qu'à une succursale de l'Université Laval. Aucun droit de regard des Montréalais sur la gestion, les programmes, les admissions, à charge pourtant pour eux de payer tous les coûts. C'est une défaite non seulement pour Bourget, mais, au moins temporairement, pour l'accès à l'éducation supérieure en français.

### Les dernières années

#### Un évêque miné par les divisions politiques au sein de l'Église
Contrairement à ses confrères, Bourget s'est abstenu d'approuver publiquement l'Acte de l'Amérique du Nord britannique avant l'entrée en vigueur de celui-ci. Il ne peut en effet accepter un des nombreux gains qu'y fait la puissante minorité anglo-protestante du Québec. Celle-ci, très soucieuse de se soustraire au maximum à l'autorité de la future Assemblée législative du Québec, a, entre autres, demandé et obtenu que les matières pourtant civiles du mariage et du divorce relèvent de la juridiction du Parlement fédéral, où les catholiques sont destinés à être toujours minoritaires. Néanmoins, et en partie grâce au travail que Bourget a effectué depuis le début de son épiscopat, l'Église catholique du Québec trouve largement son compte dans la nouvelle constitution puisque la plupart des domaines dans lesquels elle est engagée relèvent désormais de la compétence provinciale.
Il reste que le partage des pouvoirs négocié par les artisans de la Confédération rend très précaires les droits des Canadiens français dans les provinces anglophones. Après le soulèvement des Métis de la rivière Rouge, en 1869, Bourget milite très fermement pour l'amnistie de Louis Riel. Et lorsque la législature du Nouveau-Brunswick adopte la loi scolaire de 1871, qui établit un système d'écoles publiques neutres sur le plan religieux et anglophone sur le plan linguistique, il défend vigoureusement les droits scolaires des Acadiens. Ces prises de positions publiques incommodent les prélats bon-ententistes, au premier chef l'archevêque de Québec, Taschereau.
Par ailleurs, au Québec cette fois, un groupe de laïcs ultramontains voudraient que le gouvernement soutienne plus décisivement les entreprises ecclésiastiques. C'est ce que promeut notamment le Programme catholique qu'ils diffusent en vue des élections de 1871. Ce groupe reçoit l'appui de Bourget et de son émule de Trois-Rivières, Louis-François Laflèche, mais pas celui des autres évêques, ni celui des électeurs: le jour du scrutin, un seul candidat programmiste est élu.
De plus en plus, d'ailleurs, les divisions politiques des évêques apparaissent au grand jour. Alors que les évêques ultramontains penchent, au fédéral, du côté du Parti conservateur, l'archevêque de Québec, Taschereau, serait prêt à des compromis avec le Parti libéral. Mais il est dénoncé à Rome par des confrères.
Bourget est alors de plus en plus malade. Lui qui a tant travaillé pour l'unité de l'Église, il voit les divisions et sait qu'il en est en partie la cause. À partir de 1870, il demande à quelques reprises à Rome de lui laisser quitter sa charge. Mais Rome refuse tant que la question du démembrement de la paroisse Notre-Dame et celle de l'Université Laval ne sont pas réglées ; tout au plus les autorités romaines consentent-elles à lui octroyer un coadjuteur à partir de 1873, en la personne l'évêque Édouard-Charles Fabre, avec droit de succession. En 1876, se sentant incapable d'exécuter la décision sur l'Université Laval, le vieil évêque réitère sa demande et, cette fois, elle est acceptée.

#### La retraite et la mort
Au moment où il prend sa retraite, Bourget est malade, épuisé. Bientôt son cas s'aggrave. On met alors à sa disposition la vaste maison du Sault-au-Récollet que Janvier Vinet, son propriétaire, avait cédée depuis peu à l'évêché. Bourget y arrive le 16 juin 1877 pour y passer les dernières années de sa vie. Il n'a alors pour toute fortune que ses vêtements car il a toujours vécu uniquement pour son travail, sans rien accumuler pour lui-même. Quelques prêtres âgés ou infirmes viennent l'y rejoindre peu à peu. Les soins des pensionnaires et de la maison sont dispensés par les sœurs de la Providence, qui prennent aussi sur elles d'assumer toutes les dépenses relatives à l'évêque. Bourget mène au Sault une vie relativement active quand même, notamment parce que plusieurs visiteurs s'y rendent pour le voir et lui demander des conseils ou des avis.

Jusqu'au moment de sa mort, il ne sortira publiquement de sa retraite qu'à deux occasions. La première, entre 1880 et 1882, c'est pour quêter de porte en porte dans toutes les paroisses du diocèse, à Montréal même comme dans les campagnes alentour, afin d'obtenir des dons pour réduire l'immense dette du diocèse. En deux ans, il recueille plus de 84 000$, somme considérable qui représente environ le dixième de la dette. Cette longue sortie se clôt à Boucherville, où une grande cérémonie est organisée pour célébrer les noces de diamant sacerdotales du vieil évêque. La seconde sortie fut pour aller à Rome, en 1881, dans l'espoir d'obtenir davantage d'autonomie pour la succursale montréalaise de l'Université Laval. Ce voyage éprouvant fut toutefois fait en pure perte, car Rome était bien décidée à ne pas modifier l'entente conclue en 1876. Il faudra attendre après la mort de Bourget, en 1889, pour qu'un règlement plus favorable à Montréal soit finalement obtenu.

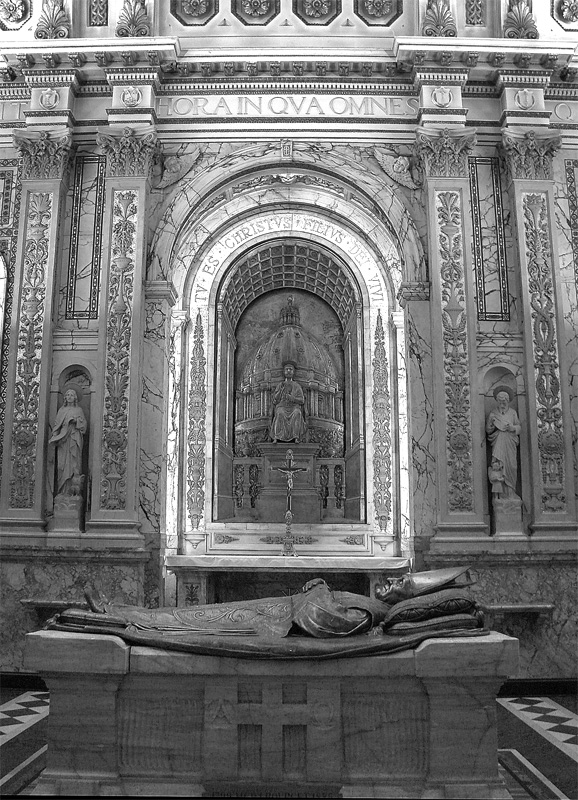
Tombeau à la Basilique-cathédrale Marie-Reine-du-Monde de Montréal

Après huit ans de retraite, Bourget meurt le 8 juin 1885, victime de la maladie urinaire dont il souffrait depuis plus de vingt ans. Le journaliste Laurent-Olivier David précise que la translation des restes du défunt donna lieu, du Sault-au-Récollet à l'Hôtel-Dieu de Montréal et de là à la basilique Notre-Dame à une éclatante démonstration de l'affection et de l'estime dans lesquelles la population du diocèse tenait l'ancien prélat. « Plus de quatre cents voitures, écrit David, escortèrent le char funèbre, et dans le cortège se remarquaient des centaines de prêtres et nombre d'évêques venus de toutes les parties du Canada et des États-Unis, et aussi des représentants de tous les grands corps de l'État. Le long des rues ornées de tentures et d'insignes de deuil, des masses énormes de population assistèrent au défilé de l'imposante procession. (…) Et lorsque les bourdons et les cloches de Notre-Dame appelèrent les fidèles à ses funérailles, toute la population, à ce qu'il sembla, se mit en marche vers la vaste église; le plus grand nombre ne pouvant trouver place dans l'église envahie longtemps avant l'heure du service funèbre, assista de la rue à l'office des morts et s'agenouilla dans la poussière du chemin.»
L'ancien supérieur de Saint-Sulpice, Louis Colin, prononce une des oraisons funèbres. C'est l'occasion pour lui de reconnaître que « cet évêque fut sans contredit, pour l'Église du Canada, l'homme le plus considérable et le plus prodigieux de son siècle ». Quant à Alexandre Taché, qui prononce la seconde oraison, il met en valeur la part prise par les évêques Lartigue et surtout Bourget dans la sauvegarde de la nationalité canadienne-française, si vigoureusement appuyée sur la religion catholique.

#### Bilan
Dans son oraison funèbre, le sulpicien Louis Colin écrit ceci:

« Un grand séminaire fondé et cinq nouveaux collèges ou petits séminaires établis et florissants; les trois anciennes communautés de religieuses accrues et développées; six nouvelles communautés d’hommes attirées et mises dans de solides conditions de prospérité; quatre communautés de femmes  fondées, cinq autres introduites et admirablement secondées; la Liturgie romaine établie; les doctrines romaines et les grands principes catholiques toujours puissamment et vaillamment propagés et défendus, soixante-quinze paroisses nouvelles érigées; ces missions lointaines favorisées; plus de trois cents lettres pastorales ou mandements laissés à notre piété; une immense cathédrale en voie de construction, les finances de l’Évêché tirées de péril par des courses héroïques et des quêtes à travers toutes les paroisses et les institutions du diocèse à l’âge de plus de quatre-vingts ans. »

Quant à l'historien Roberto Perin, voici ce qu'il écrit:

« Toutefois, Bourget n'est pas qu'un organisateur; son but n'est pas uniquement l'avancement de l'institution ecclésiastique en tant que telle. Il possède une conception très large, qui déborde le domaine strictement spirituel, du rôle qu'elle doit jouer dans la société et, à plus forte raison, au Québec. L'évêque est un patriote qui n'hésite pas à défendre sa nationalité. Au cours des premières années de l'Union, alors que le français est dépouillé de son statut officiel, Bourget continue de correspondre dans sa langue maternelle avec les gouverneurs de la colonie. À la fin de la décennie, il prend la tête du mouvement qui incite ses compatriotes à aller coloniser les Cantons de l'Est, une enclave anglo-protestante, favorisant ainsi leur occupation du territoire québécois. Il se bat pour que la religion catholique ait droit de cité, de sorte que les Canadiens français puissent se sentir entièrement chez eux au Québec et agir comme soutien actif des droits de leurs coreligionnaires du Canada. Il souhaite que l'Église occupe une place prépondérante dans les domaines du bien-être, de l'éducation et de la santé, ce qui assurerait, à ses yeux, la perpétuation d'une société unique et distincte en Amérique du Nord. (...) Il laissera derrière lui un héritage qui durera plus d'un siècle. »

## Publications
Ignace Bourget est le fondateur d'un périodique, Les Mélanges religieux, qui parait à Montréal de 1841 à 1852. Il est également l'auteur de mandements, d'ordonnances, de lettres pastorales et circulaires, de manuels, de biographies, d'allocutions, de discours, de mémoires et d'essais.
- Jean-Jacques Lartigue, P.S.S., premier évêque de Montréal, 1777-1840 (1987, 63 p.)
- Monseigneur Ignace Bourget and the work of the "Providence" - pastoral letters, ordinances, personal correspondence, etc., together with explanatory notes concerning the Institute of the Daughters of Charity, known as the Sisters of Providence (1918, 524 p.)
- Monseigneur Ignace Bourget et l'Œuvre de la "Providence" - mandements, ordonnances, lettres, etc., accompagnés de notes explicatives concernant l'Institut des filles de la charité dites Sœurs de la Providence de Montréal (1910, 511 p.)
- Vie de saint Viateur, confesseur et lecteur de l'Église de Lyon (1887, 108 p.)
- Mémoire de l'évêque de Montréal concernant l'intervention du clergé de la province de Québec dans les élections politiques (1876, 19 p.)
- Fioretti Vescovili ou Extraits des mandements, lettres pastorales et circulaires de Monseigneur Ignace Bourget second évêque de Montréal (1872, 202 p.)
- Allocution de Mgr. l'évêque de Montréal aux Zouaves canadiens à leur départ pour Rome, 19 février 1868 (1868, 24 p.)
- Manuel du jubilé en forme de catéchisme - précédé du mandement de Mgr. l'évêque de Montréal, de la lettre encyclique du souverain pontife, et suivi des prières pour les exercices (1865, 62 p.)
- Questions sur le mariage résumé des conférences ecclésiastiques du diocèse de Montréal, dans les années 1857-1858 (1859, 87 p.)
- Ordonnance épiscopale, tenant lieu d'ordonnance synodale (1857, 88 p.)
- Appel à l'ancienne France pour un secours en faveur de la Nouvelle (1855, 40 p.)
- Manuel de l'Immaculée Conception comprenant un précis historique sur la définition de l'Immaculée Conception, écrit par Mgr l'évêque de Montréal, et une neuvaine préparatoire : suivis d'une octave de méditations et de quelques traits historiques, à l'usage des fidèles et des communautés (1855, 144 p.)
- La Dévotion au Très-Saint-Sacrement ou Association de prières pour obtenir de N.-S. Jésus-Christ, présent dans le Très-Saint-Sacrement de l'autel, le triomphe de l'Église, la conservation et la propagation de la foi (1850, 27 p.)
- Manuel des sociétés de tempérance et de charité établies dans le diocèse de Montréal le 25 janvier 1842 (1842, 96 p.)

## Hommages

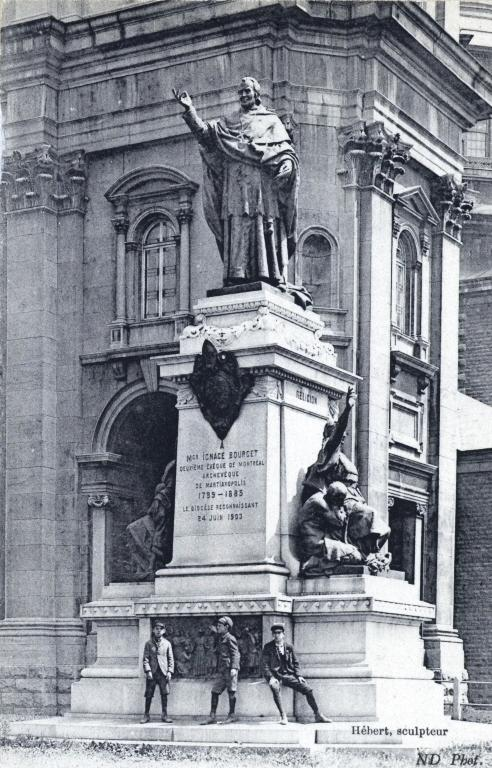
Monument de l'évêque Ignace Bourget, Montréal, vers 1907

Le 24 juin 1903 était dévoilé, devant la cathédrale de Montréal qu'il avait lui-même fait bâtir, un monument en bronze sur base de granit à la mémoire de Bourget, sculpté par Louis-Philippe Hébert . À cette occasion, raconte Laurent-Olivier David, une foule immense, parmi laquelle « une douzaine d'évêques, des centaines de prêtres et l'élite de la société canadienne» était réunie pour témoigner de la reconnaissance et de l'affection de la population. Des discours furent prononcés non seulement par Bégin, archevêque de Québec, et par d'autres prélats, mais aussi par Louis-Olivier Taillon, homme politique représentant le gouvernement du Québec. À noter que la statue de l'évêque se dressait à quelques pas seulement de celle de John A. Macdonald, érigée au carré Dominion. Deux visions de la place du Canada français dans la Confédération continuent donc depuis ce temps de s'offrir aux passants.
Trente ans plus tard, en avril 1933, fut inaugurée dans la cathédrale la chapelle funéraire des évêques. Les restes de Bourget y ont été transférés dans un tombeau qui occupe le centre de la chapelle.
Enfin, en 1956, c'est l'ensemble de la cathédrale Marie-Reine-du-monde qui fut restaurée.

## Appréciation par les historiens au fil du temps
Le jour même de sa mort paraissait la première biographie de Bourget, écrite par Adrien Leblond de Brumath. Tout en se défendant bien de le canoniser avant l'Église, l'auteur donne à l'évêque le titre de "saint" selon, dit-il, l'usage des fidèles du diocèse, qui avaient, depuis tant d'années, eu l'occasion d'apprécier l'immense engagement désintéressé de leur pasteur. La plupart des biographies écrites ensuite par des prêtres sont allées dans le même sens. Le jésuite Léon Pouliot, notamment, a passé plusieurs années à rédiger une monumentale vie de Bourget dans l'intention presque manifeste de soutenir un procès à Rome en vue de sa béatification. Sans souscrire à cette intention, nous avons pour notre part utilisé ici abondamment cette œuvre. Une autre période dans l'historiographie s'ouvre dans les années 1960 et 1970. En effet, à l'époque de la Révolution tranquille, le Québec est engagé dans un grand processus de sécularisation, et plusieurs intellectuels sont portés à considérer comme "Grande Noirceur" toute l'histoire du Québec depuis l'échec des Rébellions : ce penchant conduit nombre d'historiens, tel Philippe Sylvain, à juger Bourget lui-même de manière très négative, et à minimiser gravement la portée de son épiscopat. Plus nuancé, son collègue Nive Voisine a tout de même tendance à n'étudier l'épiscopat de Bourget que sous l'angle du cléricalisme, encore qu'il réserve de belles pages à la façon dont quelques hommes somme toute peu préparés et issus de milieu modeste ont dû, devenus évêques, s'habituer à être des symboles vivants. À la fin du XXe siècle, Roberto Perin a consacré à Bourget une thèse de doctorat, transformée en livre, qui non seulement redonne pleinement sa stature au deuxième évêque de Montréal, mais lui rend sa place, fondatrice et immense, dans l'histoire de l'Église catholique au Canada, et dans celle du Québec dans son ensemble.